# Grazielle Pinheiro Nascimento
Grazielle Pinheiro Nascimento (* 28. März 1981 in Brasília), oft einfach Grazi genannt, ist eine ehemalige brasilianische Fußballspielerin.

## Karriere

### Verein
Bereits als Kind spielte Grazielle in ihrer Heimatstadt Fußball gegen Jungen und gewöhnte sich erst mit dreizehn an das Spielen gegen Mädchen. In der Talentschmiede des Saad EC im Staat São Paulo begann sie 1995 ihre professionelle Laufbahn, in der sie wichtige Stationen in der Geschichte der Professionalisierung des brasilianischen Frauenfußballs erlebte. Als letzte noch aktive Spielerin nahm sie 1997 an der ersten offiziellen Staatsmeisterschaft der Frauen von São Paulo teil, deren Rekordsiegerin sie mit elf Titeln wurde. Nach deren Einstellung 2001 wurde sie vereinslos und erhielt erst wieder bei der Wiederaufnahme des Wettbewerbs 2004 eine Anstellung beim Botucatu FC. Mit insgesamt 252 Toren für einen seiner Vereine ist Grazielle nach Pelé (466 Tore) und Arthur Friedenreich (338 Tore) der dritterfolgreichste Torjäger in der Geschichte des Paulista-Landesverbandes FPF. Weiterhin lief sie in den ersten elf Spielzeiten der 2013 gestarteten nationalen Meisterschaft der Frauen von Brasilien auf und gehörte dabei ab 2016 der Erfolgself von Corinthians São Paulo an, mit der sie fünf Meistertitel gewann. Ihre Bilanz für Corinthinas umfasst insgesamt 258 Pflichtspiele mit 78 erzielten Toren und 17 gewonnene Titel. Die Begegnung gegen den São José EC am 14. Mai 2021 im Estádio Mário Martins Pereira in São José dos Campos markierte ihr 100. Erstligaspiel. Bei insgesamt 126 Einsätzen in der Série A1 erzielte sie 24 Tore. Gegen den São Francisco EC am 25. April 2018 erzielte sie als erste Spielerin ein Tor in der Arena Corinthians. 
Ein sechsmonatiges Intermezzo in Spanien im ersten Halbjahr 2006 blieb das einzige Engagement Grazielle’s außerhalb von Brasilien. Für die Levante UD bestritt sie neun Ligaspiele und erzielte dabei neun Tore. Darunter einen Hattrick gegen den FC Barcelona am 2. April 2006 auf dem Feld der Ciutat Esportiva Joan Gamper.
Ihr letztes Pflichtspiel bestritt Grazielle im Halbfinalrückspiel in der Staatsmeisterschaft am 12. November 2023 in der Arena Corinthians beim 8:0-Sieg gegen Palmeiars São Paulo. Zu ihrem Karriereende wurde sie am 1. Dezember 2023 mit einem Abschiedsspiel im Estádio Alfredo Schürig (Fazendinha) gewürdigt.

### Nationalmannschaft
Ihr erstes Spiel für die brasilianische Nationalelf bestritt Grazielle während eines Vier-Nationen-Turniers in den USA am 18. September 1998 in Rochester auf dem Frontier Field durch eine Einwechslung für Pretinha gegen Mexiko (1:0). Ihren ersten Startelfeinsatz erhielt sie am 11. November 2006 im Estadio José María Minella in Mar del Plata gegen Paraguay (4:1) während der Südamerikameisterschaft 2006 in Argentinien. Sie wurde auch für die Kader der Weltmeisterschaften 1999 in den USA, 2007 in China und 2011 in Deutschland nominiert, kam aber in allen drei Wettbewerben zu keinem Einsatz. Ihr größter Erfolg als Auswahlspielerin markiert der Gewinn der Silbermedaille während der olympischen Spiele 2004 in Athen, wo sie in den drei Vorrundenpartien eingewechselt wurde, aber im Finalspiel gegen die USA nicht zum Einsatz kam. In der Begegnung gegen Griechenland (7:0) am 17. September 2004 im Pampeloponnisiako-Stadion von Patras erzielte sie dabei ihr erstes Länderspieltor. Während dieses Turniers wurde sie von Trainer René Simões erstmals auf der Position im rechten offensiven Mittelfeld eingesetzt, die sie in ihren späteren Karrierestationen bevorzugt spielte.
Ihr letztes Länderspiel bestritt Grazielle im Spiel um die Bronzemedaille bei den olympischen Spielen 2012 in London am 3. August 2012 im Millennium Stadium zu Cardiff gegen Japan (0:2).

## Erfolge
Nationalmannschaft: 
- Vizeweltmeisterin: 2007 (ohne Einsatz)
- Weltmeisterschaftsdritte: 1999 (ohne Einsatz)
- Südamerikameisterin: 2010
- Vizesüdamerikameisterin: 2006
- Silbermedaille bei den Olympischen Spielen: 2004
- Goldmedaille bei den Panamerikanischen Spielen: 2007
- Silbermedaille bei den Panamerikanischen Spielen: 2011
- Siegerin des Vier-Nationen-Turniers in Brasilien: 2009

Verein: 
- 0(4×) CONMEBOL Copa Libertadores: 2010, 2017, 2019, 2021
- 0(5×) Brasilianische Meisterschaft: 2018, 2020, 2021, 2022, 2023
- 0(2×) Brasilianischer Pokal: 2009, 2016
- 0(2×) Brasilianischer Superpokal: 2022, 2023
- 0(1×) Taça Brasil: 2006
- (11×) Staatsmeisterschaft von São Paulo: 1997, 1998, 2000, 2006, 2008, 2009, 2010, 2019, 2020, 2021, 2023
- 0(1×) Staatspokal von São Paulo: 2022

Auszeichnungen: 
- 0(1×) Torschützenkönigin der Copa Libertadores: 2020
- 0(4×) Torschützenkönigin der Staatsmeisterschaft von São Paulo: 2000, 2007, 2008, 2014